# Jane Silverstein Ries
Jane Silverstein Ries, auch Julia Jane Silverstein (* 10. März 1909 in Denver, Colorado; † 6. Juli 2005 ebenda), war eine US-amerikanische Landschaftsarchitektin, die als erste Frau in Colorado als professionelle Landschaftsarchitektin lizenziert wurde. Für ihre landschaftliche Arbeit sowie ihre Bemühungen, historische Stätten zu erhalten und zu restaurieren, wurde sie in die Colorado Women's Hall of Fame aufgenommen und eine Stiftung in ihrem Namen gegründet, die Stipendien in ihrem Fachgebiet vergibt und eine jährliche Vortragsreihe unterstützt.

## Leben
Julia Jane Silverstein wurde als Tochter von Harry S. und Eva W. (Sickman) Silverstein geboren. Sie besuchte eine öffentliche Schule und erhielt ihre Ausbildung in Landschaftsarchitektur an der Lowthorpe School of Landscape Architecture, die sie 1932 abschloss. Weitere Studien absolvierte sie an der Colorado University, der University of Denver und an der Rhode Island School of Design.
Silverstein begann ihre berufliche Laufbahn 1933, als sie von dem in Denver ansässigen Landschaftsarchitekturbüro McCrary, Culley and Carhart eingestellt wurde, um an der Bepflanzung der Universität von Colorado zu arbeiten. 1935 eröffnete sie ihre eigene Firma in Denver, die sich auf die Gestaltung von Wohnlandschaften für kleinere Grundstücke spezialisierte. Silverstein erhielt auch Aufträge zur Gestaltung von Bepflanzungen für andere Arten von Standorten, darunter Wohnprojekte, große Anwesen, Kirchen, Schulen, Krankenhäuser, Regierungsgebäude und Unternehmen. Sie war verantwortlich für die Kräuter- und Schriftgärten in den Denver Botanic Gardens.
Silverstein erwarb sich einen Ruf für Bepflanzungen, die von der in Denver üblichen Bepflanzung mit Rasen vor und hinter dem Haus sowie Fundamentbepflanzungen und einem blühenden Beet abwichen. Inspiriert von den ummauerten Gärten von Bostons Beacon Hill, die sie während ihrer Lowthorpe-Jahre bewundert hatte, entwarf sie Gärten, die leicht formell, aber dennoch intim waren, und die oft einheimische Pflanzen enthielten, die keine großen Mengen an Wasser benötigten. Ihre Karriere nahm Fahrt auf, nachdem sie 1935 einen Garten für ein Demonstrationsprojekt von General Electric entworfen hatte, und insgesamt entwarf sie in ihrer langen Karriere über 1500 Gärten.
Während des Zweiten Weltkriegs diente Silverstein in New York in der Women's Reserve der U.S. Coast Guard als Offizierin, die sich mit Hafenverbindungen und Grundstücksvermessungen beschäftigte. Sie beendete den Krieg mit dem Rang eines Leutnants. Nach dem Krieg arbeitete Silverstein kurzzeitig als Landschaftsarchitektin für die New Yorker Firma Skidmore, Owings & Merrill, bevor sie 1947 nach Denver zurückkehrte und ihr eigenes Büro wieder eröffnete.
Im Jahr 1953 heiratete sie Henry F. Ries, einen Versicherungsmathematiker aus Colorado, und ab 1961 benutzte sie Jane Silverstein Ries als ihren beruflichen Namen Henry starb 1984.
Ries setzte sich aktiv für die Erhaltung von Elementen der städtischen Vergangenheit Colorados ein. Sie war eine der treibenden Kräfte bei der Sanierung des Geländes des Colorado Governor's Mansion, und sie beriet auch den Garten des Molly Brown House Museum und den 9th Street Historic Park. Sie entwickelte auch eine frühe Reihe von Plänen für die Neugestaltung des Larimer Square.
In den 1960er Jahren setzte sich Ries für die Einrichtung einer Lizenzierungsbehörde für Landschaftsarchitekten in Colorado ein. Nach der Verabschiedung des Landschaftsarchitekten-Registrierungsgesetzes des Bundesstaates wurde Ries (1968) die dritte Person und die erste Frau, die als lizenzierte Landschaftsarchitektin in Colorado zugelassen wurde.
Im Jahr 1965 wurde Ries zum Fellow der American Society of Landscape Architects (ASLA) gewählt. Sie war Mitglied des Rocky Mountain Chapter der ASLA (jetzt das Colorado Chapter) und wurde dessen erste Präsidentin. Sie wurde mit dem Community Service Award des American Institute of Architects, Denver Chapter ausgezeichnet. 1990 wurde sie in die Colorado Women's Hall of Fame aufgenommen.
Ries ging nie formell in den Ruhestand. 1989 wurde sie Senior-Beraterin der Firma Land Mark Design, die von ehemaligen Kollegen und Mitarbeitern gegründet worden war.
2005, im Jahr ihres Todes, wurde sie noch mit der prestigeträchtigen American Society of Landscape Architects Medal in Anerkennung ihrer lebenslangen Leistungen in ihrem Beruf geehrt worden.

## Nachleben
Im Jahr 1992 wurde das Haus 737 Franklin Street, in dem Ries jahrzehntelang lebte und ein Büro unterhielt, zum Wahrzeichen von Denver erklärt.
1983 gründete das Colorado Chapter der ASLA den Jane Silverstein Ries Award, um Mitglieder zu ehren, die ein außergewöhnliches Bewusstsein für die Wichtigkeit für Landschaftsbewahrung in den Rocky Mountains zeigen. Das Colorado Chapter gründete auch die JSR Foundation (1997), die Stipendien an Studenten der Landschaftsarchitektur vergibt, eine jährliche Vortragsreihe finanziert und den Jane Silverstein Ries Award verwaltet. Ries selbst hatte das Vortragsprogramm der Stiftung noch eingeweiht.
Eine winterharte Buchsbaum-Sorte, Buxus mycrophylla „Julia Jane“, ist nach ihr benannt.
Ihr Nachlass – bestehend aus Fotografien, Zeichnungen zur Landschaftsgestaltung, Geschäftsunterlagen, Kundenakten und Briefen – wird von der Denver Public Library aufbewahrt.